# Desa Campor (administrativ by i Indonesien, lat -7,07, long 113,11)
Desa Campor är en administrativ by i Indonesien.   Den ligger i provinsen Jawa Timur, i den västra delen av landet, 700 km öster om huvudstaden Jakarta. Desa Campor ligger på ön Madura.